# Lobometopon diremptus
Lobometopon diremptus är en skalbaggsart som först beskrevs av Karsch 1881.  Lobometopon diremptus ingår i släktet Lobometopon och familjen svartbaggar. Inga underarter finns listade i Catalogue of Life.